# Geonemini
Tribu
Geonemini est une tribu de coléoptères de la famille des Curculionidae et de la sous-famille des Entiminae.

## Genres
- Anomadus Horn, 1875
- Anomonychus Faust, 1893
- Apotomoderes Dejean, 1834 ou Schönherr, 1840
- Barynotellus Voss, 1962
- Barynotides
- Barynotus Germar, 1817
- Bradyrhynchoides Pierce, 1913
- Bufomicrus Sharp, 1891
- Calyptillus Horn, 1876
- Chaulioplearus
- Claeoteges
- Cleistolophus
- Compsonomus
- Cryptolepidus
- Cychrotonus
- Decasticha
- Doleropus
- Epicaerus
- Eumestorus
- Geonemus Schoenherr, 1834
- Graphorhinus Say, 1831
- Heteroschoinus
- Ischionoplus
- Kosmimodes Setliff, 2019
- Lachnopus Schoenherr, 1840
- Lyperobates
- Maseorhynchus
- Mazenes
- Melathra Franz, 2011
- Menoetius Dejean, 1821
- Naupactopsis
- Omileus Horn in Leconte, 1876
- Plenaschopsis
- Prosayleus
- Pycnophilus
- Sciorhinus
- Stamoderes Casey, 1888
- Stereogaster Van Dyke, 1936
- Tenillus
- Tetrabothynus
- Trigonoscuta Motschulsky, 1853
- Tropirhinus